# موتشش
موتشش (بالفارسية: موچش) هي منطقة سكنية تقع في إيران في Muchesh District. يقدر عدد سكانها بـ 2,950 نسمة .